# Jo Sik
Cho Sik est un philosophe néoconfucianiste coréen de la dynastie de Joseon. Il est né le 26 juin 1501 dans la commune de Samga de la province du Gyeongsang du Sud et mort le 8 février 1572. Son nom de plume est Nammyeong (남명, 南冥), son nom de courtoisie Geonjung (건중, 楗仲).

## Pensées
Dès ses plus jeunes années, il était reconnu pour ses connaissances en astronomie, géographie, peinture, médecine et science militaire, toutes des sciences qui ne font pas partie du cœur de l'apprentissage confucianiste classique. Cho Sik était d'avis que les théories du néoconfucianisme avait déjà été traitées à la perfection par le maitre Zhu Xi (1130-1200) et qu'il s'agissait dès lors de les mettre en pratique dans la vie quotidienne. Il a ainsi établi une doctrine bipartite basée sur le kyong (la pureté morale) qui donne naissance à sa manifestation extérieure, l'ui (의, la bonne conduite, la vertu). Ces idées ont contribué à la naissance du silhak (l'apprentissage pratique) au siècle suivant.
Il a mené une vie entièrement consacrée à la recherche académique et a rejeté plusieurs postes à haute responsabilité au gouvernement. De ce fait et même si c'était au péril de sa vie, il était libre de critiquer régulièrement les actions de la monarchie lorsque le bien-être du peuple et la justice sociale semblait être en danger.
Dans la vie politique de la cour fortement imprégnée de la doctrine confucianiste, ses prises de positions ont fait de lui un leader de faction, celle des orientaux (dongin), avant que celle-ci se divise entre la faction des méridionaux (namin) avec Toegye Yi Hwang à sa tête et la plus radicale faction des nordistes (bukin) menée par ses disciples. Son influence transparait dans le fait que 85 % des chefs de l'armée vertueuse (의병, uibyeong) qui ont combattu les envahisseurs japonais à la fin du siècle étaient ses disciples.
Cependant, les réalisations de Cho Sik ont été quelque peu éclipsées à partir du XVIIe siècle car les nordistes perdent le pouvoir en 1623 lorsque la faction des occidentaux détrône le roi Ganghwaegun et le remplace par Injo.

## Lieux de commémoration
Ses traces peuvent être retrouvées dans plusieurs villages du Gyeongsang du Sud ; ce sont essentiellement les écoles où il a formé ses disciples :
- Le Sanhaejeong (산해정)  dans la commune de Daedong à Gimhae où il enseigna à partir de l'âge de 30 ans. Le Shinsan seowon (une académie) y a été bâti en sa mémoire (monument culturel provincial n° 125).
- Le Neryongjeong (뇌룡정) dans sa commune natale de Samga à Hapcheon où il a enseigné de 1549 à 1561 (monument culturel provincial n° 129).
- Les installations principales se trouvent dans la commune de Sicheon à Sancheong où il a passé les dernières années de sa vie, un endroit qui propose une vue remarquable sur le Jirisan, la montagne la plus haute du sud de la péninsule. Il y a tout d'abord le Sancheonjae (산천재, monument culturel national n° 305), son lieu de résidence et d'enseignement, incendié dans les années 1590 pendant la guerre Imjin et reconstruit en 1817. Ensuite, le Deokcheon Seowon (덕천서원) est une académie confucianiste et un sanctuaire construits en son honneur en 1576 quatre ans après sa mort par ses disciples avec un financement apporté par le maire de Jinju et le gouverneur provincial. Finalement, sa tombe, dont l'emplacement a été choisi par Cho Sik en personne, domine le Sancheonjae et est directement orientée vers le Jirisan. Un musée en sa mémoire y présente sa vie et ses œuvres.

## Œuvres
- Nammyeong jip (남명집, 南冥集)
- Nammyeong hakgi (남명학기, 南冥學記)
- Sinmyungsado (신명사도, 神明舍圖)
- Pahanjapgi (파한잡기, 破閑雜記)
- Nammyeong hakgiyupyeon (남명학기유편, 南冥學記類編)
- Nammyeong ga (남명가, 南冥歌)
- Gwonseonjiroga (권선지로가, 勸善指路歌)